# Шавров, Павел Иванович
Павел Иванович Шавров — советский инженер, лауреат государственных премий.

## Биография
Даты рождения и смерти пока не выяснены.
После войны работал заместителем начальника отдела завода на Урале. Участвовал во внедрении метода автофретирования стволов артиллерийских орудий.
С начала 1960-х гг. — начальник КБ ИАЭ имени И. В. Курчатова.

## Награды и звания
- Лауреат Сталинской премии 3-й степени за выдающиеся изобретения и коренные усовершенствования методов производственной работы 1952 года — за создание гидравлических компрессоров сверхвысокого давления.
- Лауреат Государственной премии СССР 1968 года — за создание нового типа реактора (МР) для испытаний тепловыделяющих элементов и материалов.
- В 1999 г. посмертно стал лауреатом премии Правительства Российской Федерации 1998 года в области науки и техники — за создание в Российском научном центре «Курчатовский институт» ядерного реактора ИР-8 для фундаментальных и прикладных исследований.

## Публикации
- В. В. Гончаров, Ю. Г. Николаев, Е. Н. Бабулевич, П. И. Шавров, Е. П. Рязанцев,П. М. Егоренков, А. А. Червяцов, И. П. Фролов, В. М. Жигачев, Б. Т. Пушнин. Создание исследовательского реактора МР для испытаний тепловыделяющих элементов и материалов. Труды 3-третьей межд. Конференции ООН по использованию атомной энергии в мирных целях. Женева, 1965. Государственный комитет по использованию атомной энергии СССР.
- В. В. Гончаров, Е. Н. Бабулевич, П. И. Шавров и др., Опыт эксплуатации реактора МР и проведение испытаний твэл и материалов. Препринт ИАЭ-991, Москва, с. 18, 1965.
- Гончаров В. В., Николаев Ю. Г., Бабулевич Е. Н., Шавров П. И., Рязанцев Е. П., Егоренков П. М., Червяцов А. А., Фролов И. П., Жигачев В. М., Пушнин Б. Т. Создание исследовательского реактора МР для испытаний тепловыделяющих элементов и материалов// Владимир Владимирович Гончаров. — М. : НИЦ «Курчатовский институт», 2012. — С. 66—95.